# Navire de ligne
 (mai 2023).
Si vous disposez d'ouvrages ou d'articles de référence ou si vous connaissez des sites web de qualité traitant du thème abordé ici, merci de compléter l'article en donnant les références utiles à sa vérifiabilité et en les liant à la section « Notes et références ».

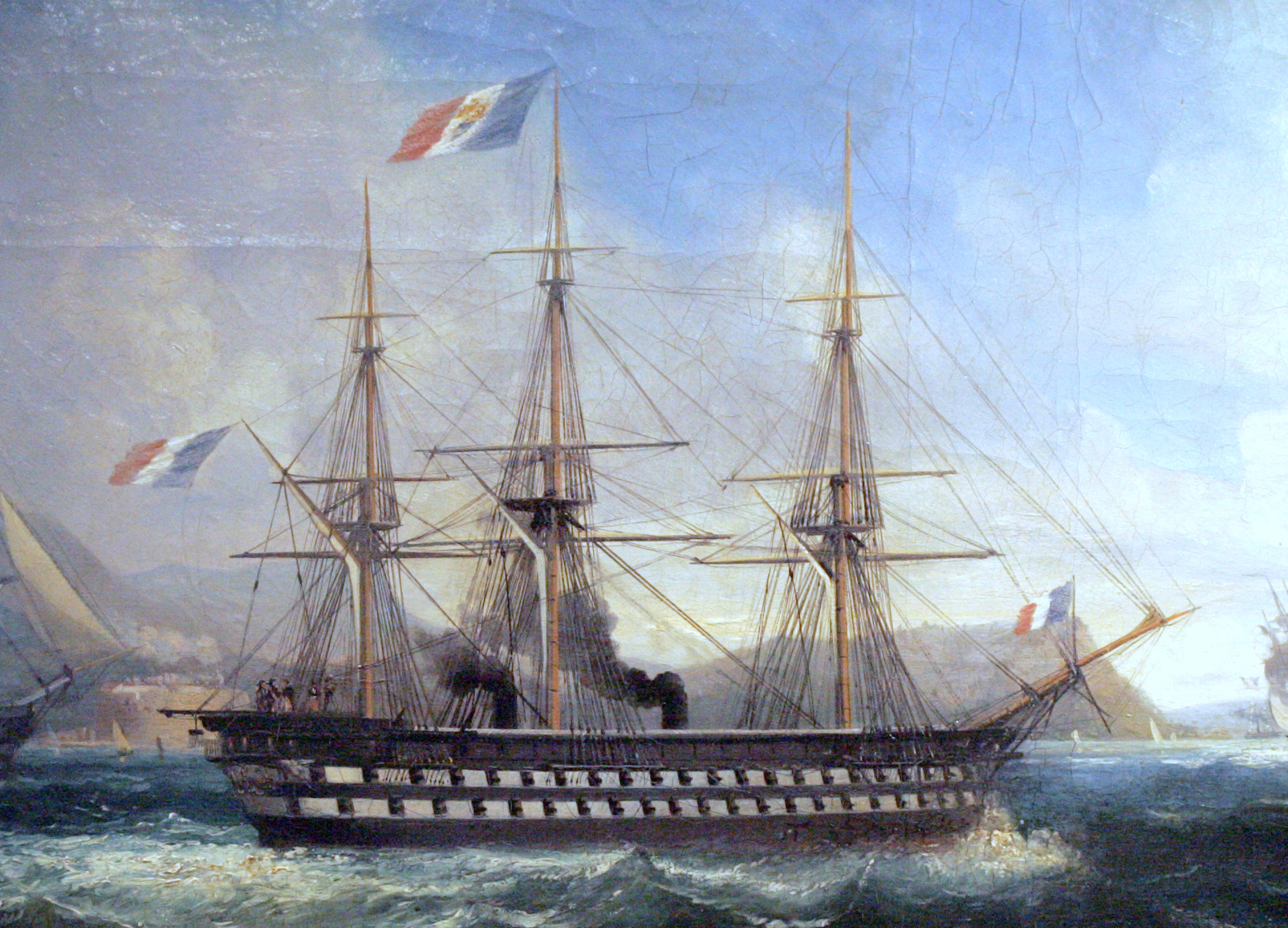
Le vaisseau de première ligne à vapeur Napoléon en 1852.

Le navire de ligne, ou bâtiment de ligne ou encore vaisseau de ligne, quand il s'agissait d'un voilier, est le navire de guerre qui fut le fondement de la guerre navale entre les marines européennes, du début du XVIIe siècle au milieu du XXe siècle.
La principale caractéristique du navire de ligne était de combattre principalement avec son artillerie navale, à la différence des navires précédents qui utilisaient l'abordage, voire l'éperonnage. Son appellation « de ligne » vient de la tactique navale qui lui est associée, la ligne de bataille, une formation dans laquelle les navires d'une même flotte se suivaient en file indienne, ce qui leur permettait d'utiliser au mieux leurs canons situés sur leurs flancs et limitait le risque de tirs fratricides. Cette appellation restera encore affectée aux navires de plus forte puissance de feu après l'apparition du duel d'artillerie à longue portée et de la torpille, la « ligne » étant désormais considérée au niveau stratégique ou en tout cas à une échelle plus large. À partir de la Seconde Guerre mondiale, la suprématie du navire de ligne, désormais cuirassé, s'efface au profit du porte-avions, dont la portée d'action, basée sur l'aviation, est bien plus grande.

## Origines: le Moyen Âge
Au cours du Moyen Âge, la guerre sur mer se mène en grande partie comme sur la terre ferme : les combattants s'approchent jusqu'au contact, tentent de démolir les bâtiments ennemis, les hommes se livrent à un corps à corps, dont l'issue détermine vainqueur et vaincu. Sur mer, cela donne : approche par le flanc, grappins et abordage voire éperonnage, et puis corps à corps entre les troupes embarquées.
Nul besoin pour cela de navires construits spécialement : on se contentait souvent d'utiliser de simples navires marchands, qu'on armait pour la guerre, comme des cogues et, plus tard, des caraques.
Les archers et arbalétriers, montés dans le gréement, peuvent cribler l'adversaire de flèches et carreaux. Par la suite, pour augmenter leur portée et les mettre à l'abri des tirs ennemis, on érige sur le pont une superstructure qu'on appelle château. Les châteaux, de poupe et bientôt de proue, prennent au fil du temps de plus en plus de hauteur, justifiant leur nom.
Ce surcroît de masse dans les hauts dégrade la stabilité déjà médiocre de ces navires à la coque ronde, prompts à chavirer dès que la mer grossissait, à l'exemple du Mary Rose anglais.

## Apparition de l'artillerie

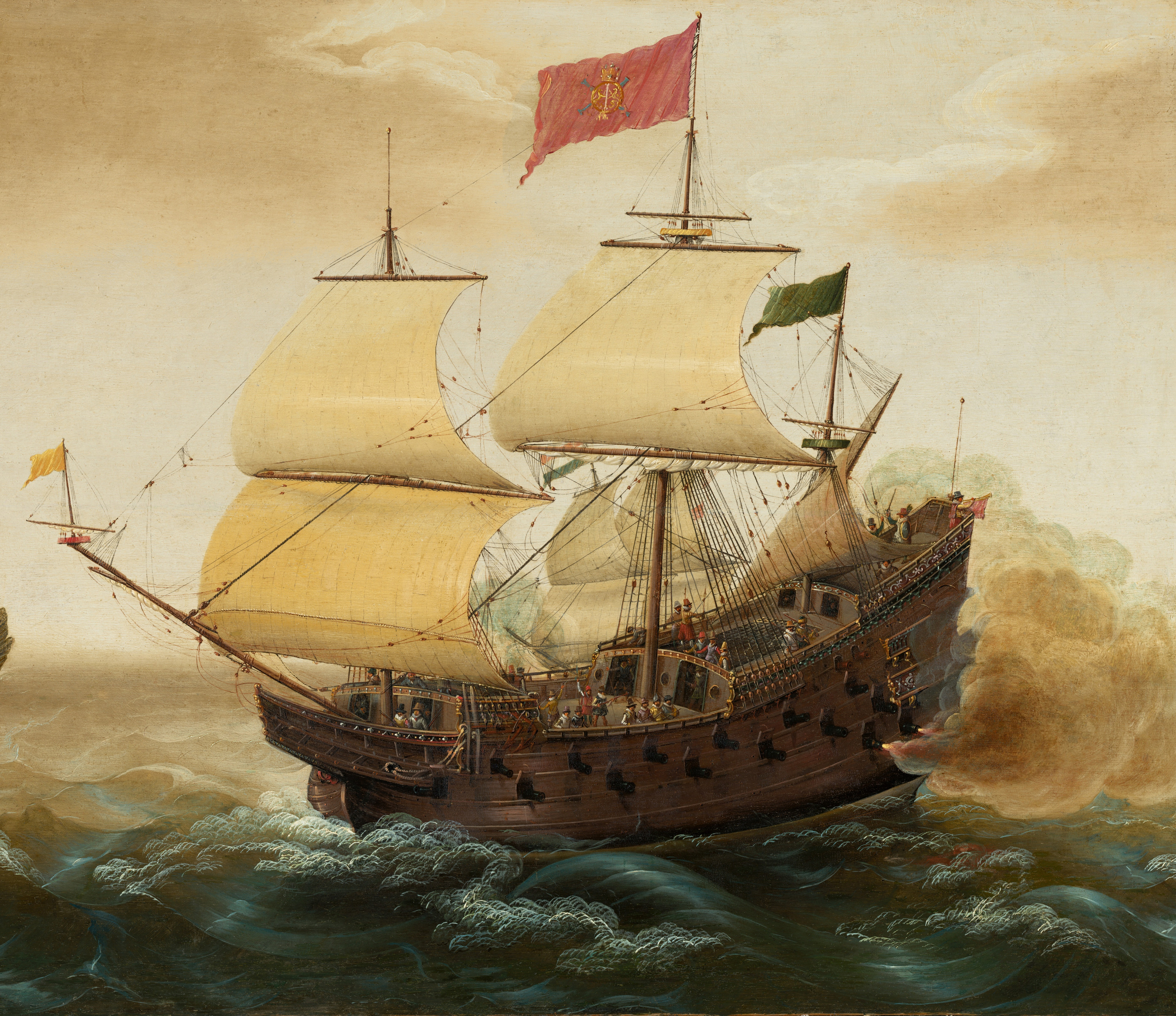
Galion espagnol du XVIe siècle.

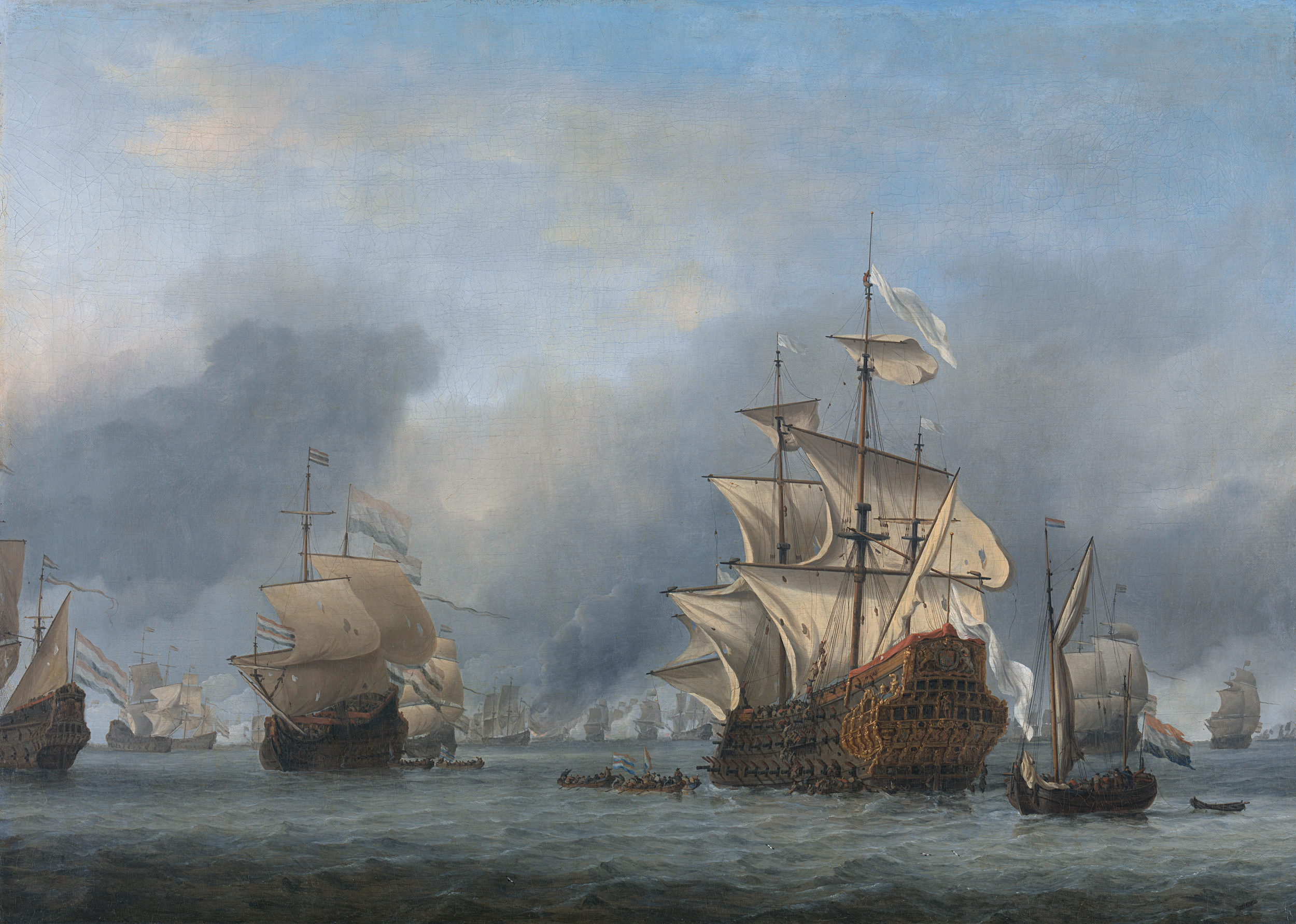
La flotte des Pays-Bas en 1666.

L'idée d'embarquer des canons sur des navires de guerre apparut dès le XIVe siècle. Les marines européennes de l'époque lancèrent quelques grands navires pourvus d'une nombreuse artillerie. Celle-ci était surtout composée de calibres légers, destinés à tuer l'adversaire avant l'abordage, disposés sur les flancs, mais aussi sur toute la hauteur des châteaux de proue et de poupe.
Certaines nations commencent alors à bâtir des navires spécialisés pour la guerre, versions agrandies des caraques marchandes. En faible nombre, elles ont surtout un rôle de prestige pour les États naissants, le principal de la lutte restant à la charge des marchands armés. On peut évoquer ainsi le navire amiral de la flotte de l'ordre de Saint-Jean de Jérusalem, la Santa Anna, une caraque aux dimensions impressionnantes pour l'époque, sortie des chantiers navals de Nice en 1523 et, fait notable, qui fut le premier navire à porter un revêtement protecteur en métal, sous la forme d’épaisses lames de plomb fixées par des clous en bronze, l'ancêtre du cuirassé en somme.
À la fin du XVe siècle, l'Espagne et le Portugal, pour pousser plus avant les explorations maritimes qu'ils ont entamées, ont besoin de navires mieux adaptés aux longues traversées des océans, notamment Atlantique et Indien. Ils améliorent la caraque en y intégrant des caractéristiques de la caravelle : c'est l'apparition du galion, dont le château arrière s'intègre à la poupe, devenue carrée, tandis que le château avant disparaît quasiment complètement. Le navire ainsi créé, bien moins pesant, était surtout beaucoup plus stable et donc plus manœuvrable.
Fort de ces avantages, le galion est alors repris par les autres grandes nations européennes. La méthode de combat reste cependant inchangée : canonnade pour diminuer les forces de l'adversaire puis abordage pour conclure le combat.
Au milieu du XVIe siècle, l'Angleterre se trouve confrontée à la flotte espagnole, alors première puissance maritime d'Europe. Les Anglais, qui disposent de bons marins, se trouvent très désavantagés face aux tercios, les fantassins espagnols. Ils en viennent à modifier leur tactique de combat en conséquence : abandonnant l'abordage comme moyen et but du combat, ils décident de rester à distance et de canonner la flotte ennemie pour couler les navires adverses ou, à défaut, les endommager tellement qu'ils deviennent incapables de rester en mer et perdent toute valeur au combat.
Leurs navires sont progressivement adaptés à cette nouvelle façon de combattre. Embarquant moins de soldats et de canons, ils peuvent être plus petits et plus légers, donc rapides et plus agiles. L'importance de la portée d'action conduit à augmenter le calibre des canons désormais, qui deviennent ainsi capables d'infliger des dommages plus importants aux coques et gréements de l'adversaire. L'exigence de manœuvrabilité, qui a mené à la disparition des lourdes superstructures, conduit à disposer les canons sur les côtés, sur le pont ou dans les flancs : au moment du combat, on ouvre les sabords.
S'impose alors une formation adaptée au nouveau type de combat et au nouveau type de navires : c'est la ligne de bataille. Les navires s'y suivent en colonne, pouvant ainsi « lâcher une bordée » (faire feu de toutes les pièces d'un côté) contre l'ennemi sans risquer de toucher les bâtiments amis. Cette tactique se révèle redoutable dès 1588 lors du combat contre l'Invincible Armada, où les Anglais enrayent l'avance de la flotte espagnole au prix de pertes supportables (voir aussi la bataille des Saintes).
Le navire de ligne est né, et il domine les mers pendant plus de 350 ans.

## L'apogée de la voile

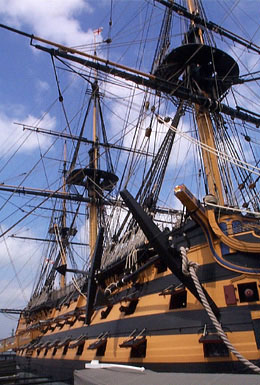
Le, le vaisseau amiral de la Royal Navy à Trafalgar.

La valeur d'un bâtiment de combat se mesure à l'entrainement de son équipage mais surtout à la puissance de feu qu'il aligne sur une coque le plus mobile possible. Il ne suffit plus d'armer des navires marchands : un navire de ligne doit être spécialisé et construit pour l'utilisation guerrière.
Le XVIIe siècle va voir une importante augmentation des dimensions et de la puissance de feu. En 1610, les Anglais lancent le Prince Royal, qui, pour la première fois, dispose d'une batterie sur trois ponts complets. En 1637, il est suivi par le HMS Sovereign of the Seas qui aligne lui aussi trois rangs de canons, totalisant 104 pièces. Les autres nations ne sont pas en reste : la Suède lance le Vasa en 1628 et la France la Couronne en 1632.

### Classement par rang
Ces augmentations de taille des navires entraînent bientôt le besoin d'un classement. La Royal Navy, la première, adopte, dans ses Fighting Instructions (instructions de combat) de 1653, un classement en six « rangs ». La France suit l'exemple en 1671, avec cinq rangs. Dans les autres pays d'Europe, on désigne d'habitude les navires directement par le nombre de canons ou de ponts. La littérature anglo-saxonne tend cependant à appliquer le classement britannique aux navires étrangers.
Le Man'o'war britannique, le plus grand des navires de l'époque est ainsi l'équivalent du « vaisseau de haut-bord » dans la Marine française.

Exemple de maquettes de différents rangs britanniques
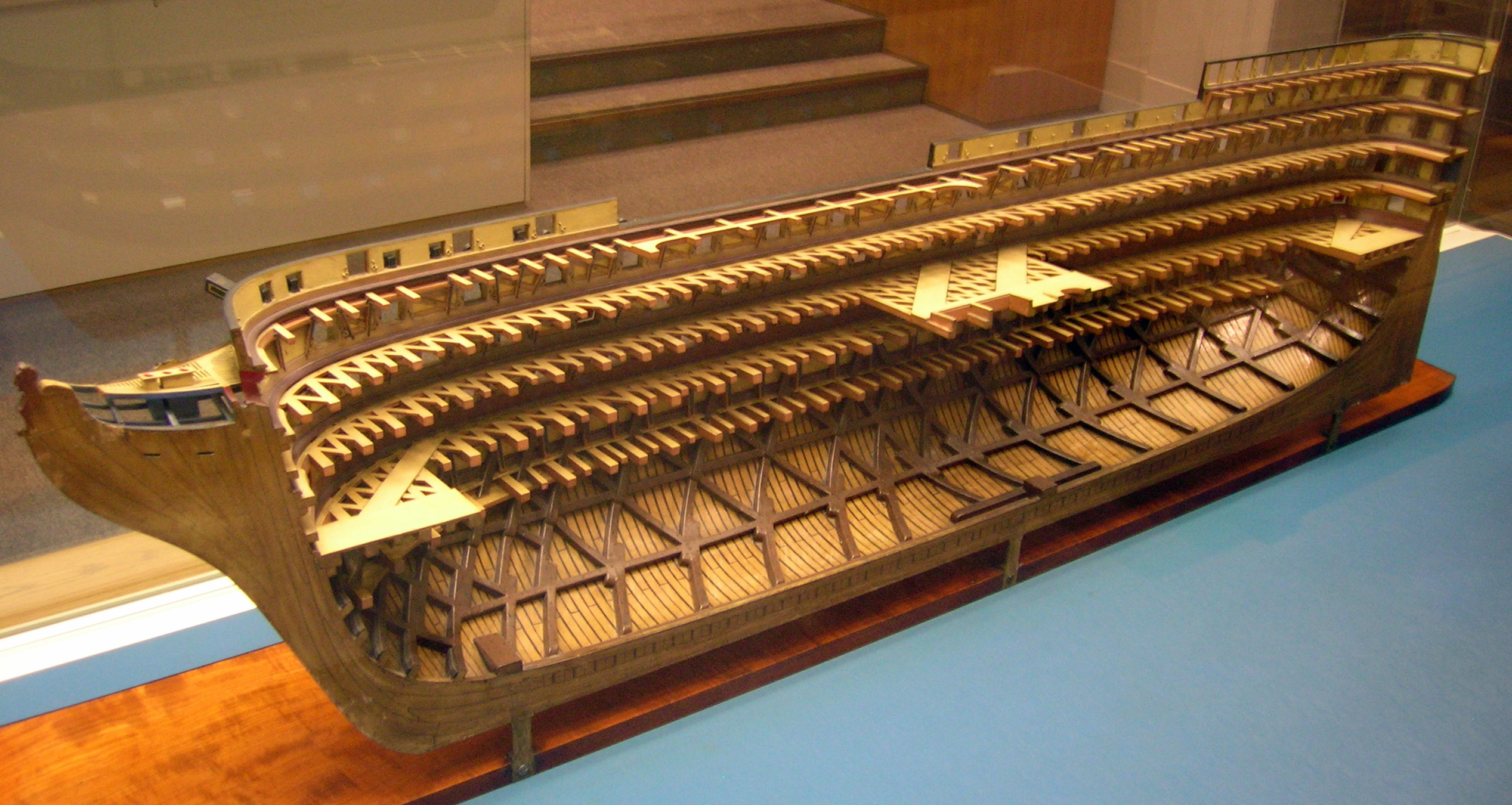
Maquette du HMS Caledonia, vaisseau de 120 canons de premier rang, lancé en 1808.
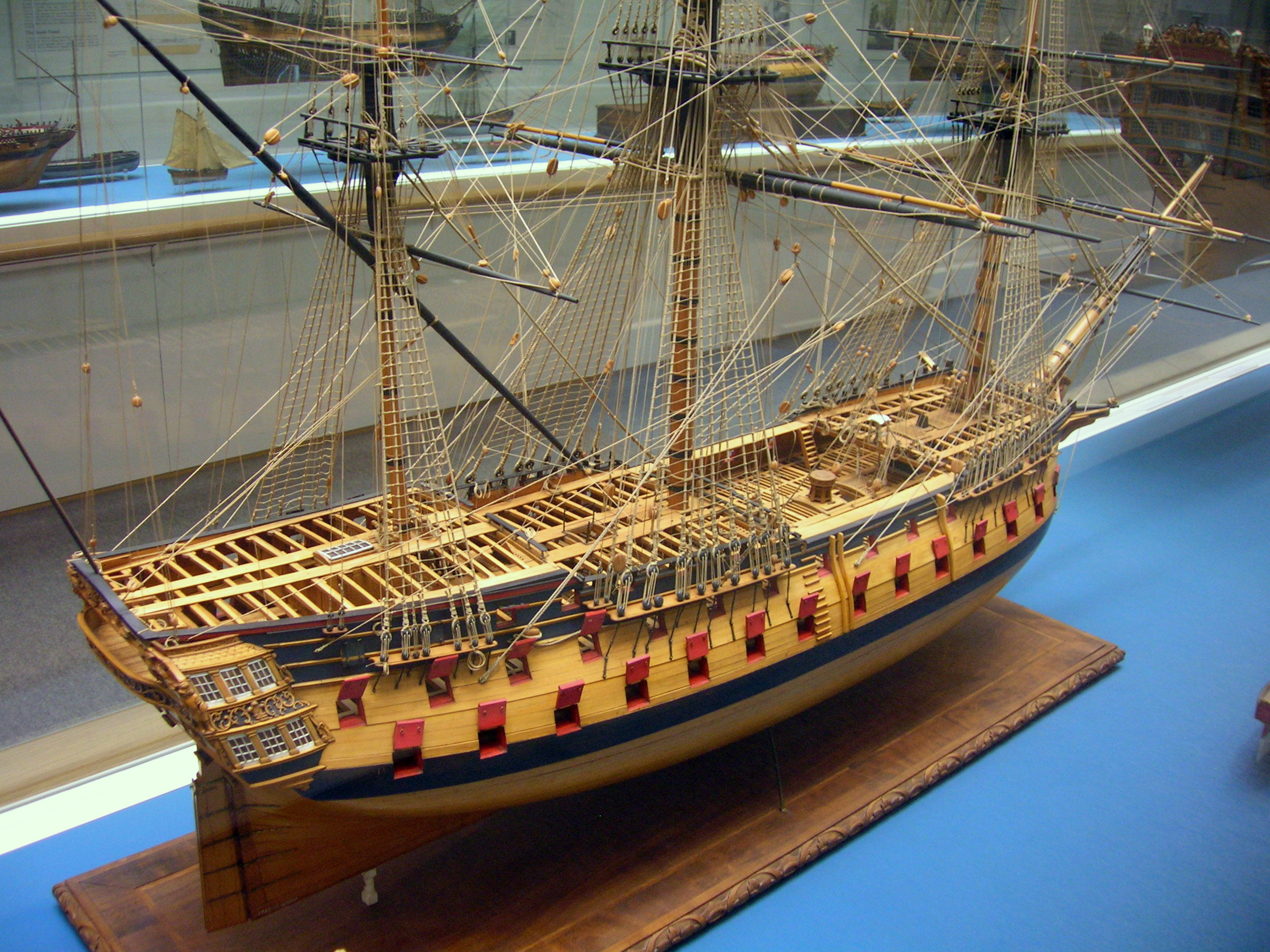
Maquette d'un vaisseau de 74 canons de troisième rang de 1760 ; soit le HMS Hercules de 1759, soit le HMS Thunderer de 1760.
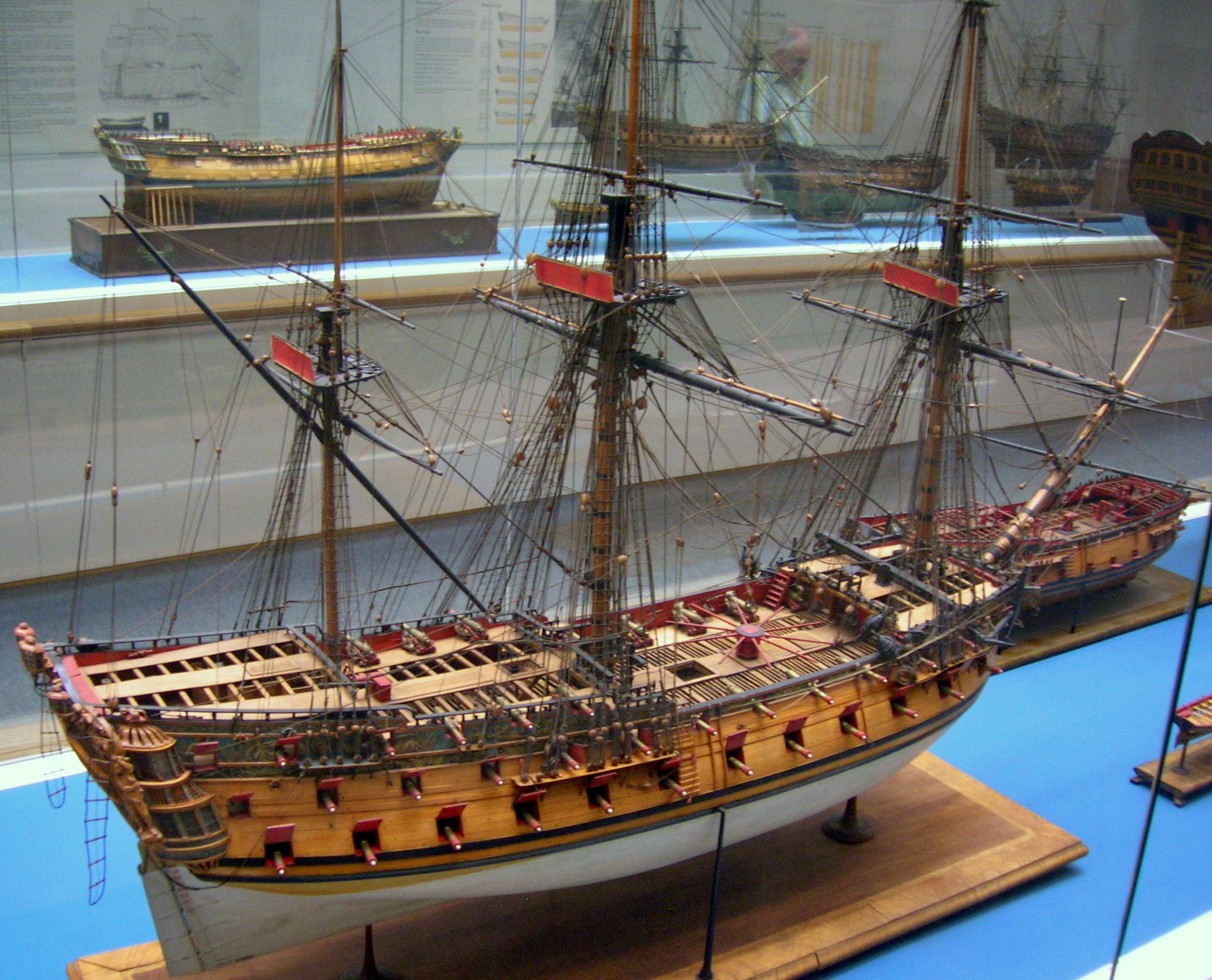
Maquette du HMS Medway de 60 canons, quatrième rang, lancé en 1742. Le gréement date de 1763.
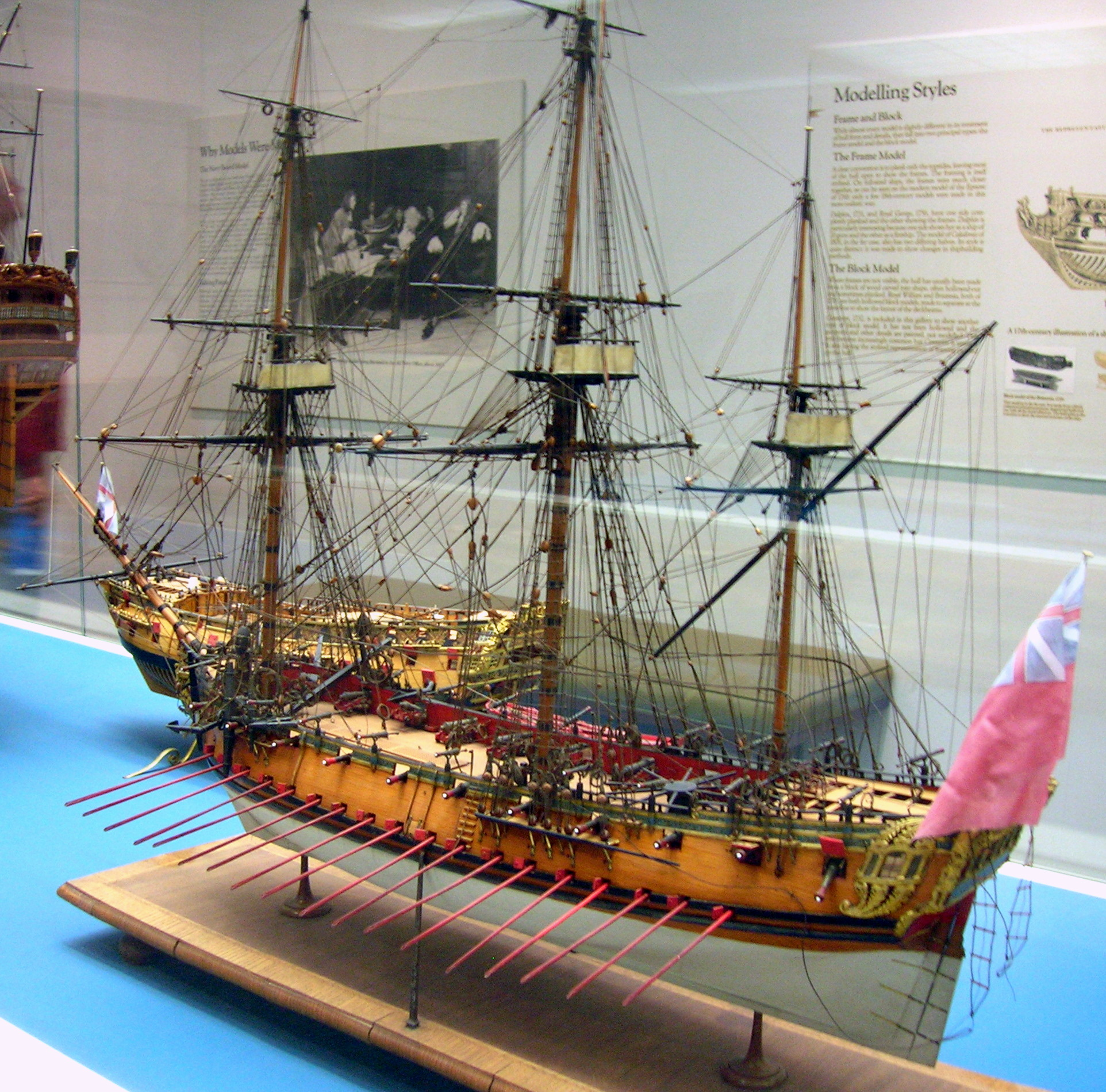
Maquette d'un navire de 20 canons, sixième rang, 1719, avec ses rames en position.

### Évolution
Au cours du XVIIIe siècle, les navires subirent une évolution très importante, en particulier au niveau de la voilure. Les voiles carrées présentes sur le beaupré, cèdent la place aux focs, qui, en plus de la fonction propulsive, permettent de faciliter les manœuvres du navire. La voile latine d'artimon est remplacée par la brigantine trapézoïdale, pourvue d'une bôme horizontale.
Par ailleurs, on commence à doubler la partie immergée de la coque par des plaques de cuivre afin de retarder sa détérioration par la faune et la flore marine.
L'emploi plus systématique de pièces en fer permet à la France de réaliser des navires plus longs, sans compromettre leur rigidité. Cette longueur supérieure a deux avantages principaux, elle améliore le rapport longueur par largeur, ce qui augmente la vitesse possible du navire et elle permet de placer plus de canons sur la longueur de pont.
Ces progrès permettent la mise au point de nouveaux types de navires de ligne :
- le vaisseau de 64 canons puis le vaisseau de 74 canons ;
- et de nouvelles frégates capables de tenir la ligne (frégate de 18 et frégate de 24).

### L'armement

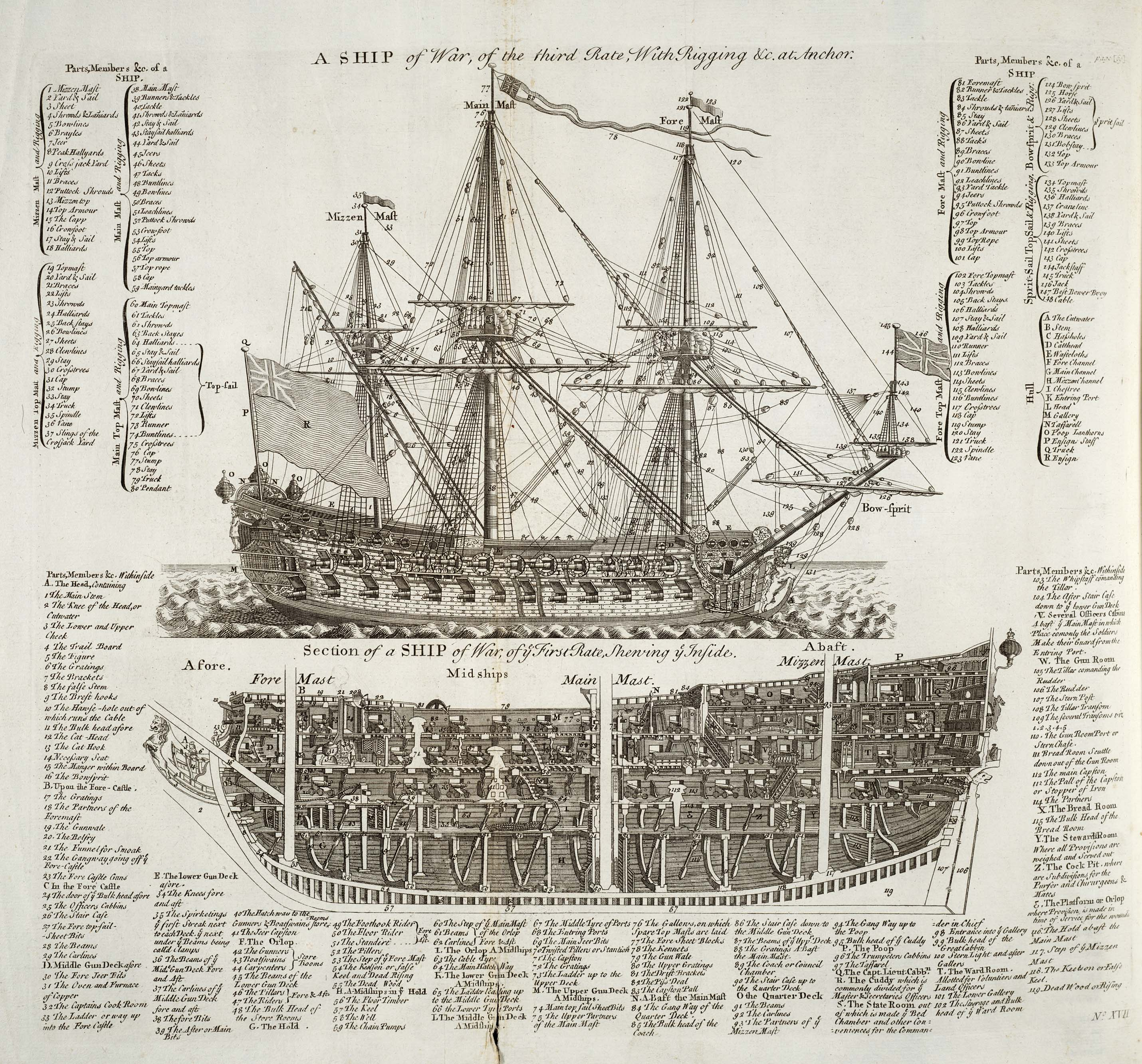
Schéma d'un bâtiment de guerre de l'amirauté britannique, 1728 ; source : Dictionnaire universel des arts et des sciences — en anglais le terme correspondant aux navires les plus volumineux est « Man O'War ».

Rapidement, le vaisseau de 74 canons forme le gros des escadres, avec un armement standardisé :
- 28 canons de 36 livres sur le pont inférieur ;
- 30 canons de 18 sur le pont supérieur ;
- et 16 de 8 disposés sur les gaillards et la dunette ;

ce qui lui permet de s'opposer avec des chances de succès aux plus puissants adversaires, alors que l'absence d'un troisième pont le rend beaucoup plus manœuvrant car moins lourd dans les hauts ; il représente en fait un excellent compromis entre la puissance de feu et la mobilité.
Les Britanniques lui reprochèrent la plus faible construction de la coque, moins adaptée aux longues croisières, mais devant le succès de la formule, ils commencèrent aussi à l'utiliser, en réutilisant ceux capturés aux Français, puis en lancèrent eux-mêmes. Leur disposition d'armement, relativement similaire, comprend 28 canons de 32 livres, 30 de 18 et 16 de 9.
Le vaisseau « de 74 » se répand dans les marines européennes dont il constitue l'épine dorsale.
Par la suite, les Français créent deux autres types plus puissants s'inspirant de ces méthodes de construction :
- le vaisseau de 80 canons (de deuxième rang) comporte deux ponts, et
  - 30 pièces de 36 sur le pont inférieur ;
  - 32 de 18, puis de 24, sur le pont supérieur ;
  - complété par 18 de 8 puis de 12 sur les gaillards.
- le vaisseau de 110 canons (de premier rang) comporte trois ponts et
  - 30 pièces de 36 livres sur le pont inférieur ;
  - 32 de 24 livres sur le pont intermédiaire ;
  - 32 de 12 sur le pont supérieur ;
  - 16 de 8 sur les gaillards.

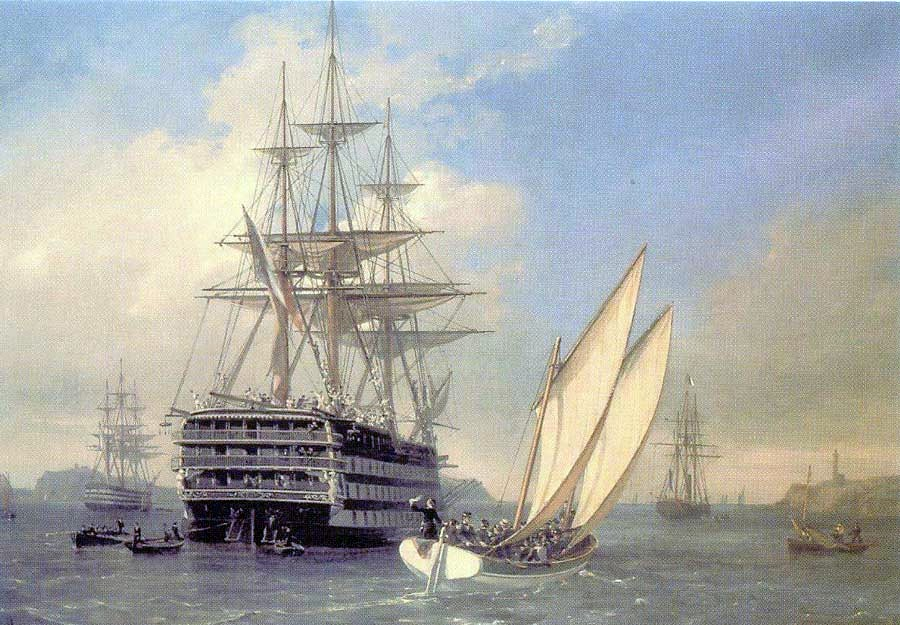
le vaisseau de ligne français Borda visité par l'impératrice Eugénie.

Sous l'administration de Choiseul, le chevalier Jean-Charles de Borda et l'ingénieur naval Jacques-Noël Sané standardisent ces trois types de navires, grâce à des plans dessinés au 1/48, les navires étant alors produits en série avec des pièces interchangeables. On lança en France jusqu'à la fin de la période impériale neuf vaisseaux de 118 du type Commerce de Marseille (six autres seront achevés après la chute de l'Empire), trente-cinq de 80 de la classe Tonnant et cent sept de 74 du modèle Téméraire.
En réalité les trois-ponts de 118 canons de Borda et Sané, les imposants classe Océan furent armés de 124 pièces, avec sur les gaillards 6 caronades pièces non comptabilisées alors dans la marine française. Ces vaisseaux aux bordés fortement renforcés, et puissamment armés, restent très manœuvrants et furent les navires les plus puissants de leur époque. Quant aux vaisseaux de second rang de 80, ils furent armés à partir de 1806 de 86 canons et caronades. Quant aux "74" dès 1788 ils accueillirent 4 caronades de 36 sur leur dunette ; en 1806 on passa leur nombre à 10, en retirant toutefois deux canons de 8, ce qui porte le nombre de pièces à 82.
Ces navires et leurs similaires étrangers constituèrent le gros des flottes de combat pendant les guerres de la Révolution française et du Premier Empire, la seule évolution étant l'emploi de plus en plus fréquent de caronades à courte portée dans le but d'augmenter la puissance de feu des navires. Après le traité de Vienne, l'évolution est encore très faible, la seule réelle innovation est l'introduction, au cours des années 1820, d'un armement au calibre standardisé à des pièces de trente livres, courtes ou longues.

## La vapeur
En 1807, aux États-Unis, Robert Fulton, inaugure la première ligne commerciale de navire à vapeur reliant New York à Albany sur le fleuve Hudson. En 1812, Henry Bell fait de même en Écosse avec son Comet. Rapidement la vapeur commence à révolutionner la propulsion des navires, en 1819, c'est le Savannah, le premier navire transatlantique construit pour la vapeur qui est lancé, entretemps de nombreux autres navires ont été adaptés pour utiliser cette nouvelle propulsion comme appoint. L'utilisation militaire est cependant plus circonspecte. Lors de la guerre entre le Royaume-Uni et les États-Unis, entre 1812 et 1815, la marine américaine, largement surpassée en nombre, se laisse séduire par les idées novatrices de Robert Fulton, et construit le Demologos, par la suite Fulton I : un navire bicoque protégé par un épais matelassage de bois et propulsé par une roue à aubes centrale, qui, bien que très faiblement blindé, peut être considéré comme l'ancêtre du « cuirassé ». Cependant, sa machine à vapeur, pas encore mature et l'absence de gréement, limite son rôle à la défense côtière. Ailleurs, certaines frégates sont équipées d'une machine et de roues à aubes, mais ces dernières posent un problème pour les navires de guerre car la place qu'elles prennent sur les flancs empêche l'installation de canons. Quelques frégates et même certains vaisseaux de ligne sont équipés de roues à aubes, mais il faut attendre l'apparition de l'hélice pour que la propulsion à vapeur se généralise sur les navires de ligne. La plupart du temps, ce sont de simples adaptations sur les coques déjà existantes, car la vapeur reste employée en appoint du fait de la quantité de combustible qu'elle exige, la voile demeurant le moyen normal de navigation.
Une autre révolution intervient dans le combat naval, vers la fin du milieu du XIXe siècle, l'apparition de nouvelles munitions d'artillerie, les obus. En effet, à cette époque, plusieurs inventeurs créent des fusées de mise à feu ne fonctionnant pas par retard, obus dit fusant, mais par le choc de l'impact. Ces nouveaux obus, se révèlent extrêmement dévastateurs sur les navires en bois de l'époque, comme à la bataille de Sinope. L'inventeur français, le capitaine Paixhans, dès 1834, recommande l'usage du fer pour augmenter en conséquence la protection des navires. L'apparition de canons à tubes rayés augmente encore ce besoin car les obus sont alors dotés d'une vitesse initiale plus importante, et capables d'une plus grande perforation. L'épais matelas de bois, parfois de plus d'un mètre d'épaisseur, qui constituait la muraille des vaisseaux de ligne a cessé d'être une protection efficace contre les projectiles modernes, il est nécessaire de trouver autre chose.

## La cuirasse

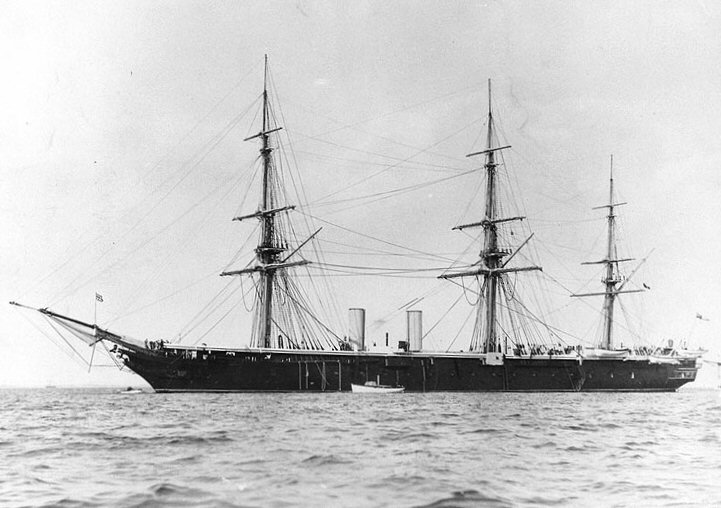
Le HMS Black Prince.

La protection grâce à des plaques de fer n'est pas une idée nouvelle, comme le prouvent par exemple les Kòbuk-Sòn ou bateaux-tortues de l'amiral coréen Yi Sun-sin 이순신 et le lent Tekkōsen de défense côtière, utilisé par le Japonais Oda Nobunaga au XVIe siècle, mais la révolution industrielle la rend applicable pour la première fois à grande échelle, en rendant le fer et son dérivé l'acier, disponibles en quantité. La première application du cuirassement métallique a lieu en 1854 : à cette époque, les Français et les Britanniques, en pleine guerre de Crimée, se retrouvent bloqués devant les forts russes ; les Français construisent alors une série de cinq batteries cuirassées, la classe Dévastation pour bombarder les fortifications de Sébastopol. Les résultats concluants de cette expérience, associés aux leçons de la bataille de Sinope sur l'efficacité des obus modernes, décident alors la marine française à prendre les devants, en appliquant aussi le blindage aux bâtiments de haute mer. L'ingénieur français Henri Dupuy de Lôme, modifiant les frégates de la classe Algésiras (en) par l'application d'une ceinture cuirassée, met en chantier à Toulon, le 4 mars 1858, la frégate cuirassée Gloire : le premier cuirassé de haute mer est né.
Après le lancement de la Gloire, la marine britannique, quoique considérant l'initiative française comme une coûteuse folie, est dans l'obligation, en tant que première puissance navale, de suivre le mouvement. Elle lance en 1860 le HMS Warrior, qui présente l'avantage d'être construit entièrement en fer et donc d'être plus durable. Une nouvelle course aux armements navals débute. Dans un premier temps, du fait des limitations de la propulsion à vapeur, en particulier en termes de rayon d'action, les gréements et voilures sont conservés.

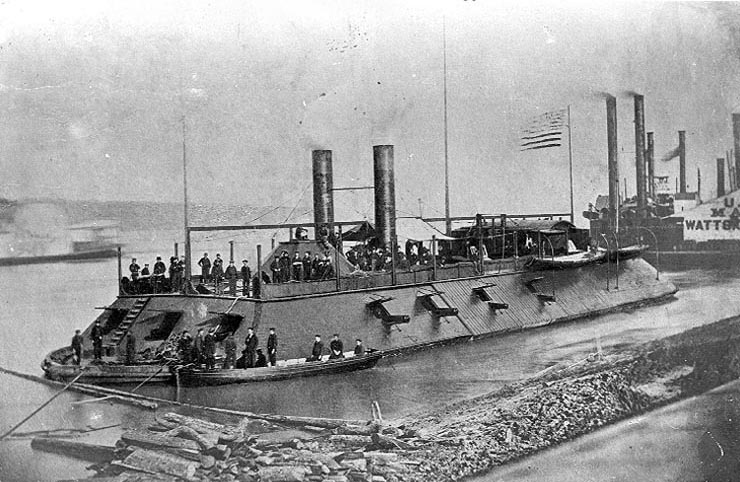
Le USS Cairo durant la guerre de Sécession.

De l'autre côté de l'Atlantique, la guerre de Sécession fait rage, et le premier combat entre deux navires blindés, le CSS Merrimac et le USS Monitor, se conclut en match nul entre les protagonistes, les deux navires se canonnant sans résultats pendant plusieurs heures. Cette démonstration de l'efficacité du blindage par rapport aux armes de l'époque entraîne donc une évolution de l'armement assez rapide. Le nombre de canons diminue mais leur puissance augmente considérablement : en moins de dix ans, on passe des 36 pièces d'artillerie de 160 mm de la Gloire en un pont de batterie complet, à une dizaine seulement, mais d'un calibre de 305 mm. L'adoption de la cuirasse ayant rendu quasiment impossible une artillerie sur plusieurs ponts comme sur les vaisseaux de ligne (la masse dans les hauteurs nuisant trop à la stabilité des navires), l'armement est d'abord réparti sur un seul pont, puis plusieurs dispositions sont essayées pour maximiser le rendement des pièces qui, moins nombreuses, sont aussi plus lentes à tirer. La solution la plus courante et la plus facile est celle du réduit cuirassé, où les canons sont regroupés au milieu du navire. Cette disposition entraîne une modification du blindage : la ceinture est conservée, sur tout ou une grande partie de la longueur, mais elle est beaucoup moins haute, ne couvrant pas le pont de batterie. La partie où est mise en batterie l'artillerie est alors cuirassée spécialement et fermée à chaque bout par une traverse, elle aussi blindée. Ces cuirassés à réduit central sont de loin les plus nombreux de l'époque, avec quelques variantes comme les réduits sur deux étages ou deux réduits avant et arrière. Les pièces d'artillerie deviennent orientables, pouvant pivoter en azimut grâce à un rail en demi-cercle sur l'arrière de leur affût. Le besoin de pouvoir faire tirer les pièces en chasse et en retraite (vers l'avant et l'arrière du navire) incite bientôt à rentrer les parties non protégées de la coque vers l'intérieur du navire, dégageant ainsi le champ de tir pour les pièces situées aux extrémités de la batterie.
La tourelle utilisée par les nordistes sur leur Monitor a ses partisans, entre autres le Britannique Cole, car elle permet de réduire le nombre de pièces (celles-ci pouvant tirer des deux côtés du navire). Cole conçoit pour la Royal Navy, le HMS Captain, qui est le premier navire de haute mer à adopter la tourelle. Mais ce navire connaît une fin tragique, du fait de la volonté de son concepteur de le doter du plus petit franc-bord (hauteur de la flottaison au pont) pour diminuer la surface de coque à cuirasser, copiant le Monitor. Alors qu'il navigue à la voile, il chavire et coule moins d'un an après sa mise en service. La barbette, dont seule la partie basse est cuirassée, et l'augmentation du franc-bord règlent partiellement le problème, mais l'utilisation de voiles et de tourelles semble très problématique : l'heure est venue pour une nouvelle évolution.

## Les cuirassés à vapeur seule
Après l'expérience malheureuse du Captain, les Britanniques prirent le tournant de la vapeur seule, et en 1871 furent lancés les deux bâtiments de la classe « Devastation ». Ils concrétisaient une configuration qui deviendra classique pour plus de trente ans dans la construction des cuirassés: quatre canons principaux de fort calibre, répartis en deux tourelles doubles, une à l'avant et l'autre à l'arrière, dans l'axe du navire. Cette disposition, combinée à l'absence de gréement, permettait un grand champ de tir pour chaque pièce, permettant une bordée de tous les canons. D'autres configurations eurent une certaine vogue cependant, privilégiant le tir en chasse et en retraite, les cuirassés à tourelles doubles en diagonales qui permettaient le tir à quatre pièces à l'avant et à l'arrière, ceux à tourelles simples en losange qui permettaient le tir à trois pièces tous azimuts, qui fut prisée principalement en France.
Cette époque vit aussi une grande amélioration de l'artillerie, avec le chargement par la culasse, ce qui augmenta grandement la cadence de feu et permettait de recharger sous le blindage, l'augmentation de la longueur des tubes, permettant des vitesses initiales supérieures, donc une portée, une précision et une perforation supérieures. On vit aussi l'apparition de pièces secondaires et de pièces à tir rapide pour lutter contre une nouvelle menace : les torpilleurs.
Les appareils propulsifs, avec des machines à double puis triple expansion, donnèrent un meilleur rendement et donc de meilleures vitesses et autonomies, la vitesse maximum fut bientôt proche des vingt nœuds, rendant les navires de ligne aussi rapides que les croiseurs, de la génération précédente. L'augmentation de portée des pièces obligea aussi le blindage à évoluer car, dorénavant, les tirs à longue distance devenaient possibles. Or ceux-ci étaient généralement plongeants, et donc devaient être contrés par une protection horizontale. Le, puis les ponts cuirassés, se généralisèrent donc, de même que la barbette, uniquement utile contre les tirs tendus, fut rapidement supplantée par la tourelle. L'acier remplaça le fer forgé et le bois, dans la construction et on généralisa l'emploi des cloisons étanches et de la double coque pour limiter l'étendue des avaries.
Les engagements de ces nouveaux bateaux de guerre, comme à la bataille de Tsushima en 1905, montrèrent cependant quelques déficiences qui les empêchaient d'atteindre leur plein potentiel. Le problème le plus flagrant était la direction de tir. À cette époque, elle était encore décentralisée, chaque pièce étant pointée individuellement par les artilleurs de chaque tourelle. Cette solution praticable du temps de la marine à voile et des premiers cuirassés, lorsque les distances de tir étaient de l'ordre du kilomètre, devenait plus problématique avec des engagements à une dizaine, voire une vingtaine de kilomètres, malgré l'emploi de télémètres optiques. Il était nécessaire de mettre ceux-ci en hauteur pour maximiser leur efficacité, qui dépendait de l'observation des tirs précédents. De plus la diversité des calibres et le tir individuel des pièces étaient aussi nuisibles, car ils rendaient encore plus difficile l'analyse des résultats du tir antérieur. Il était désormais possible de regrouper la direction de toutes les pièces en un seul lieu grâce à l'usage du téléphone, récemment découvert. À la pointe de ces progrès, le Royaume-Uni prépare une nouvelle révolution, pour confirmer sa suprématie navale.

## La révolution duDreadnought
En 1901, les sept premières puissances maritimes alignent 88 cuirassés. À la veille de la Première Guerre mondiale, les mêmes états augmentés de l'Autriche-Hongrie disposent de 149 pré-dreadnoughts, de 68 dreadnoughts et croiseurs de bataille, sur le point d'être rejoints par 63 navires de ligne en construction.

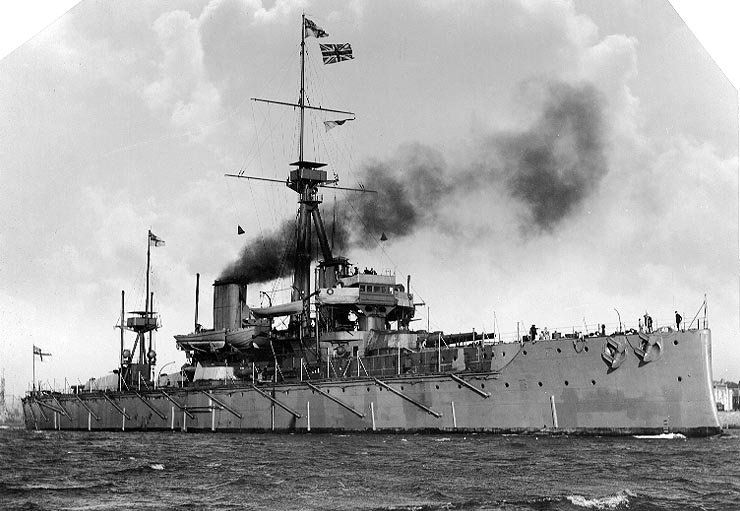
Le HMS Dreadnought.

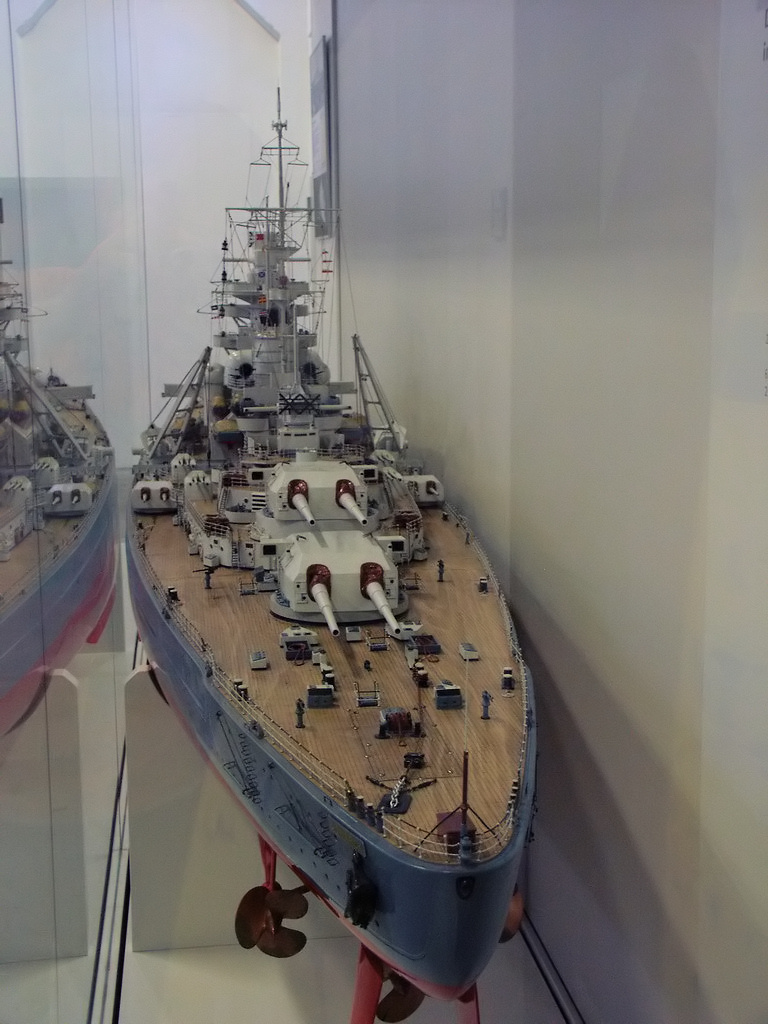
Maquette de cuirassé de la classe Bismarck.

Au tournant du siècle, le cuirassé prend sa forme ultime avec le bâtiment britannique Dreadnought, lancé le 10 février 1906, si bien qu'il devient même un nom générique. Les Britanniques, tirant la leçon de l'évolution de l'artillerie navale et des batailles récentes, comme la Bataille de Tsushima entre les Russes et les Japonais, concluent qu'il faut concentrer l'artillerie sur le plus fort calibre possible, abandonnant l'armement secondaire, que l'augmentation de la cadence de tir rendait superflu voire nuisible. Pour pouvoir engager l'adversaire à la plus grande distance possible, les dix canons de 305 mm tirent tous en salve selon les coordonnées fournies par le directeur de tir, dont le poste, situé dans les hunes, bénéficie d'une grande visibilité. Les opérateurs des télémètres n'ont alors que peu de difficultés, en théorie, à déterminer les corrections nécessaires à partir de l'observation des gerbes d'eau de la salve précédente, qu'ils retransmettent ensuite aux différentes tourelles. Lesquelles se contentent alors de charger et pointer les canons. Seuls, une vingtaine de canons légers à tir rapide de 76,2 mm subsistent pour contrer les torpilleurs.
Le dreadnought introduit aussi une révolution dans le mode de propulsion avec l'adoption de la turbine à vapeur (en lieu et place de la machine à vapeur), qui permet une marche plus rapide, mais surtout plus souple du bâtiment, et l'emploi du mazout, remplaçant complètement le charbon pour les chaudières, à partir de la classe Queen Elisabeth.
A posteriori, plus que la suppression des calibres secondaires, il apparaît que ce tour de force est rendu possible par l'augmentation très nette du déplacement du navire, 17 900 tonnes, contre les 14 000 de la classe précédente. D'ailleurs, les calibres intermédiaires réapparaissent très vite, même sur les bâtiments britanniques. Le Dreadnought représente néanmoins une telle innovation qu'il rend tous ses prédécesseurs obsolètes ; rien que pour la puissance de son artillerie, il est capable d'affronter deux d'entre eux et, plus rapide, en mesure d'engager le combat ou de l'éviter à sa guise.
Les autres nations maritimes sont donc obligées de créer une nouvelle flotte de combat avec des bâtiments inspirés par les Britanniques. La disposition des tourelles varie, selon les nations. Jusqu'à la guerre de 1914-1918, les Britanniques, les Allemands, les Japonais et les Français, fidèles à la tourelle double, finissent par toutes les placer dans l'axe du navire, étagées, privilégiant une forte bordée de dix, voire douze ou quatorze pièces. D'autres pays, comme l'Italie, la Russie, l'Autriche-Hongrie, ou les États-Unis, adoptent les tourelles triples. Les tourelles quadruples apparaissent dans les années 1930.
Le Dreadnought reste peu de temps à la première place. Moins de quatre ans après son lancement, le Royaume-Uni lance la classe HMS Orion. Déplaçant 2 000 tonnes de plus et armés de dix canons de 343 mm en cinq tourelles doubles en ligne, elle prend la désignation de Superdreadnought. Le calibre des pièces commence à augmenter en particulier lors de la Première Guerre mondiale, l'arrivée des Queen Elizabeth amène des pièces de 381 mm, le nombre de pièces chutant à huit. Mais ce sont les Américains (classe « West Virginia ») et les Japonais (classe « Nagato ») qui vont le plus loin, à la fin de la guerre, avec respectivement huit canons de 406 et 410 mm.

Schéma de la tourelle de 406 mm (16 pouces) équipant les derniers cuirassés de l'US Navy.

En 1919, le cuirassé est l'élément principal de supériorité navale. La fin de la guerre et le sabordage de la flotte allemande, donnent l'illusion que l'on pourrait éviter une nouvelle et coûteuse course à l'armement en limitant leur nombre et leurs caractéristiques, par une série de traités internationaux. En 1922, les cinq plus grandes marines mondiales (Royaume-Uni, États-Unis, France, Japon et Italie) signent le traité naval de Washington. Ce traité est censé juguler la course à l'armement naval, et fixe des limites de tonnage global pour les cuirassés, les porte-avions, imposant des restrictions qualitatives aux navires (les cuirassés, par exemple, ne doivent pas dépasser 35 000 tonnes et être armés de canons d'un calibre de 406 mm au maximum). Il met en place un moratoire interdisant toute nouvelle construction pendant dix ans, soit jusqu'en 1932. Cependant, une clause spéciale accordée aux États-Unis et au Japon leur permet d'achever respectivement trois et deux cuirassés et au Royaume-Uni d'en construire deux, armés de canons de 406 mm, la classe Nelson.
La construction par la Reichsmarine allemande du cuirassé « de poche » de la classe Deutschland, en 1929 relance la course à l'armement naval. Ce navire est censé respecter les clauses du Traité de Versailles: faible tonnage certes (officiellement 10 000 tonnes, grâce à l'emploi de la soudure au lieu du rivetage), mais une bonne vitesse (26 nœuds), un grand rayon d'action grâce à des moteurs Diesel, et un armement puissant du calibre de 280 mm. L'apparition de cinq navires allemands (les 3 cuirassés de poche Deutschland devenu Lützow, Admiral Scheer, Admiral Graf Spee, puis les 2 croiseurs de bataille Scharnhost et Gneisenau) pousse les Français à répondre avec les deux « navires de ligne » de la classe Dunkerque en 1932-1934. La construction par les Italiens des cuirassés de la classe Littorio relança la course au gigantisme, entrainant les Français, les Allemands, puis les Britanniques, Américains et les Japonais.

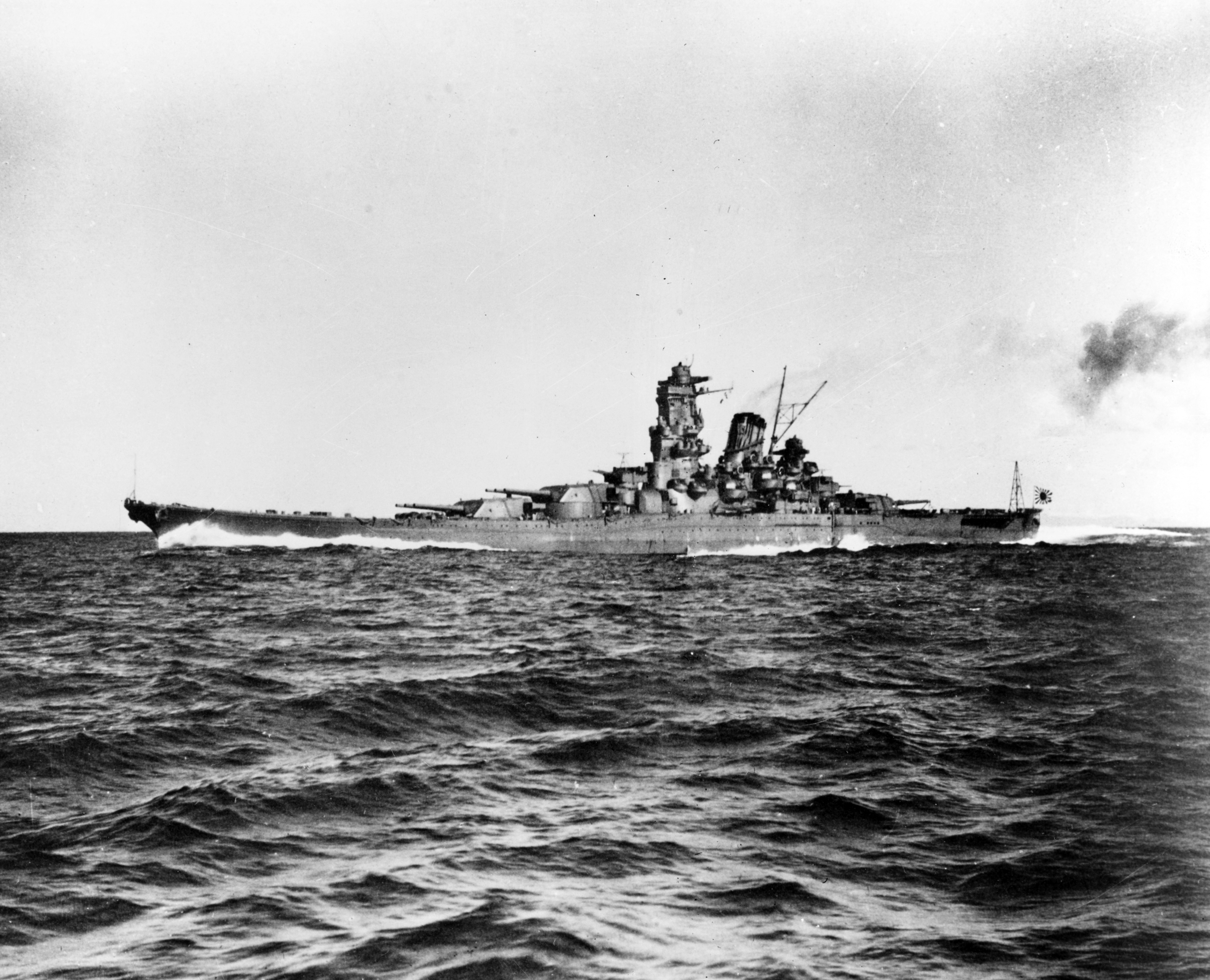
Le Yamato pendant ses essais en 1941.

Bientôt, les limitations des traités deviennent inopérantes, à cause des clauses « ascenseur », et de la mauvaise foi des signataires qui enfreignent d'abord secrètement les limites, pour peu qu'ils aient semblé les admettre. Les tonnages et le calibre de l'armement augmentent à nouveau, jusqu'à l'apogée que représentent les deux mastodontes japonais Yamato et Musashi , déplaçant plus de 70 000 tonnes à pleine charge, et armés d'une artillerie principale de 9 pièces de 460 mm en 3 tourelles triples.

## Déclin du bâtiment de ligne
Cependant, la Seconde Guerre mondiale démontra que le cuirassé ou le croiseur de bataille n'est plus le "capital ship" et il perdit son rôle de premier plan. En effet, il est devenu vulnérable à deux nouvelles menaces, l'aviation, embarquée ou non, et le sous-marin. Il doit donc opérer au sein d'une force opérationnelle. Mais ces deux nouveaux venus se révèlent plus efficaces que lui. C'est le cas du sous-marin pour l'attaque de la navigation de commerce ennemie, permettant l'attrition de l'adversaire, et ce dès la Première Guerre mondiale. Les U-Boots allemands ne peuvent certes pas encore attaquer un cuirassé avec grande chance de succès, mais ils peuvent l'ignorer, et toute l'organisation navale doit déjà être revue pour faire face au péril sous-marin. Mais surtout, dès la fin de la grande guerre et au vu de quelques expériences pourtant rudimentaires, quelques théoriciens les plus lucides prévoient la montée en puissance de l'avion et de son support maritime, le porte-avions, qui bénéficie d'une allonge bien supérieure aux canons des cuirassés. Ils prédisent la fin du cuirassé. Les faits leur donnent rapidement raison : sur les mers, la Seconde Guerre mondiale montre rapidement la vulnérabilité des navires aux attaques aériennes, avec comme point d'orgue l'attaque japonaise sur Pearl Harbor.
Néanmoins, bien escortés (tout comme doivent l'être les porte-avions), les navires de ligne se révèlent encore très utiles en maintes occasions. Leur usage au sein d'escorte de convois, permet de protéger ceux-ci contre un raid de surface, évitant d'avoir à les disperser et garder ainsi l'avantage de la cohésion, seule tactique efficace contre les sous-marins, comme le prouva largement l'épisode du Bismarck et celui des convois dans l'Arctique vers l'URSS. De plus, il représente un moyen très économique et efficace de bombarder des positions à terre pour préparer un débarquement, comme le montrèrent les États-Unis tout au long de leur reconquête du Pacifique ou en Normandie. Enfin, le cuirassé constitue une excellente plate-forme de tir pour les batteries antiaériennes, et l'US Navy en fit un grand usage pour protéger ses escadres des attaques suicides japonaises. Après guerre, le développement des missiles, qui offrent la même puissance de feu à un navire ordinaire, donc infiniment moins onéreux et plus pratiques, donne le coup de grâce au cuirassé en tant que moyen anti-navire.

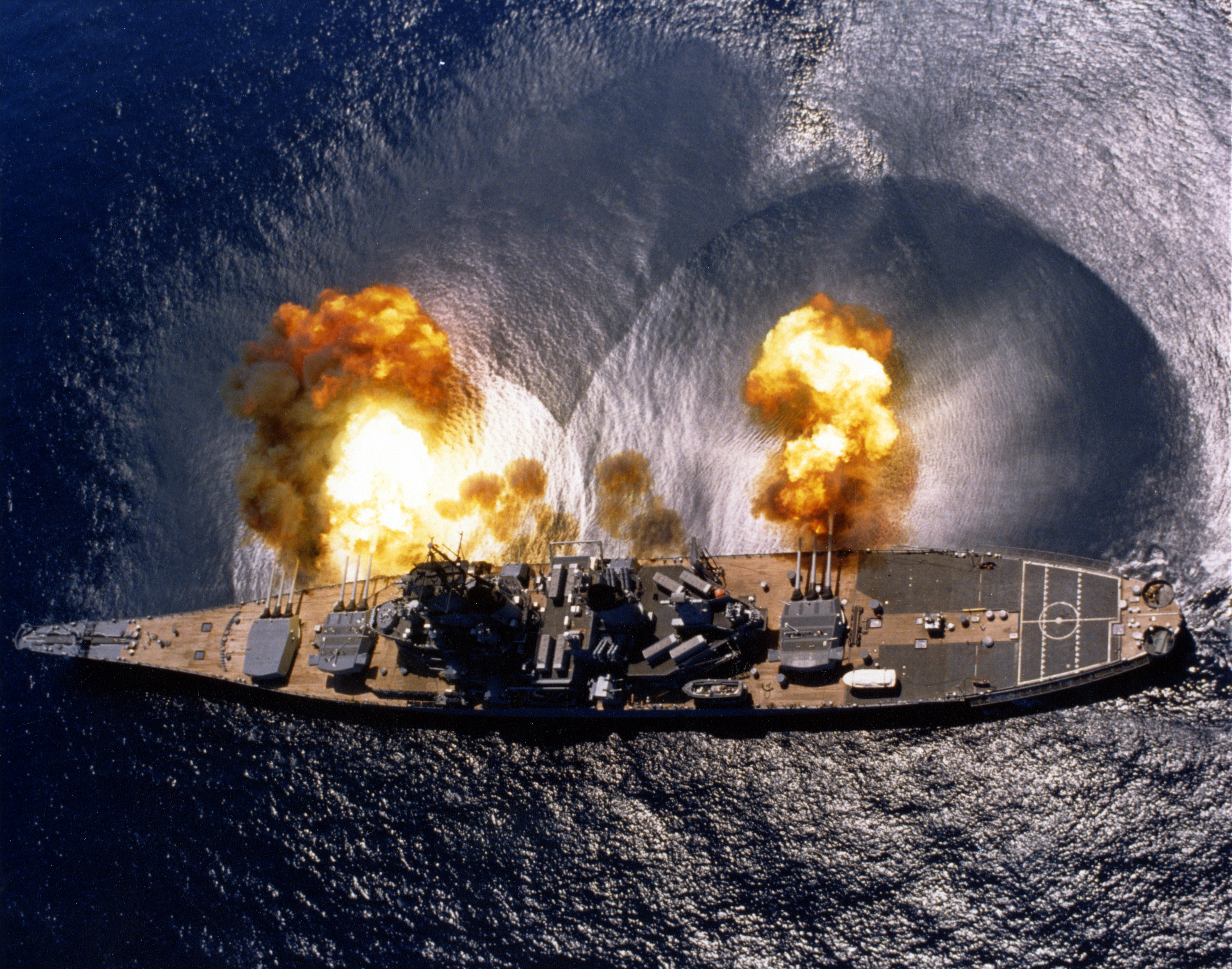
Le cuirassé tirant une salve de neuf obus d'une tonne chacun avec ses trois tourelles triples de 406 mm.

Le début des années 1970, voit néanmoins un regain d'intérêt pour la formule du navire cuirassé, qui fut arrêté par la fin de la guerre froide. Le concept renaît sous une forme différente, avec l'apparition des grands croiseurs de la marine soviétique Kirov, et la remise en service consécutive des Iowa modernisés américains. Quelques experts semblent penser que les grands croiseurs lance-missiles peuvent sonner le glas des porte-avions. Leur blindage peut leur permettre d'encaisser énormément de dommages, surtout contre des missiles non conçus pour le percer. De plus, ces bâtiments possèdent une puissance de feu antiaérienne qui rend leur attaque très périlleuse et d'une allonge équivalente à celle des avions pour l'attaque. Comme leur prédécesseurs, ils doivent néanmoins agir escortés et groupés, la doctrine des groupes de chasse soviétiques contre les groupes aéronaval de l'OTAN, illustre ce qu'aurait pu être cette tactique. L'effondrement de l'URSS, et l'absence de réelle confrontation sur mer et le retrait des Iowa après 38 ans de service, en 1992, laisse cette question sans réponse, pour l'instant. Leur dernière utilisation remonte à la libération du Koweït où deux Iowa furent utilisés comme plate-forme d'artillerie navale pour bombarder de ses obus et missiles Tomahawks les forces irakiennes au sol.
Le dernier navire de ligne construit a été le cuirassé HMS Vanguard de la Royal Navy. Mis sur cale en 1941, il est lancé en 1944. Il présente une caractéristique très particulière, ses tourelles d'artillerie principale sont plus anciennes que sa coque de plus de vingt ans, puisqu'il s'agit des tourelles installées sur les croiseurs de bataille HMS Courageous et HMS Glorious, mis en service en 1917, avant leur transformation en porte-avions au début des années 1920. On disait du HMS Vanguard qu'il avait « les dents de sa grand'tante ». Entré en service en 1946, il participe à de nombreuses missions de représentations dans le Commonwealth avec à son bord le couple royal. En 1949, il est navire amiral de la Royal Navy en Méditerranée. À la fin de cette même année, amarré à quai à la base navale de Portland, il est utilisé comme ponton école. Il est condamné en 1959 et vendu pour la ferraille.
Le dernier navire de ligne entré en service a été le cuirassé Jean Bart de la Marine nationale française. Sur cale en 1936, sa mise à flot a lieu en mars 1940. Le 19 juin 1940, inachevé, il s'échappe de Saint-Nazaire à l'arrivée des troupes allemandes. Il ne sera achevé qu'après la guerre, après qu'a été débattu au Conseil Supérieur de la Marine de son achèvement en porte-avions, pour finalement opter pour un « second Richelieu ». Il est mis en service en 1949, et affecté à l'escadre de la Méditerranée en 1950. Son artillerie anti-aérienne de douze tourelles doubles de 100 mm et quatorze tourelles doubles de 57 mm ne sera totalement installée qu'en 1955. Sa courte carrière opérationnelle s'achève au lendemain de sa participation, assez symbolique, à l'expédition de Suez. À partir de 1957, il servit de ponton école, amarré à quai à Toulon. Il est condamné et vendu pour la ferraille en 1970.
Les brèves carrières opérationnelles du HMS Vanguard et du Jean Bart se déroulent alors que les porte-avions sont définitivement devenus les « capital ships » des flottes mondiales. Mais on ne doit pas s'interdire de penser que pour l'action contre la terre, un nouveau type de navire « porte-canons », peut-être d'un tonnage moins important (de l'ordre de 15 000 tonnes, et plus « furtif » que blindé, mais capable d'embarquer tous types d'armement (canons à très longue portée, missiles de croisière...) et équipé de moyens de transmissions et de détections considérables, avec éventuellement une capacité de porte-aéronefs à décollage court ou vertical et de drones, puisse un jour, être mis en service, si leur coût de construction n'apparait pas prohibitif, comme c'est, semble-t-il, le cas pour les bâtiments de la Classe Zumwalt.